# Distretto di Singrauli
Il distretto di Singrauli è un distretto del Madhya Pradesh, in India, di 920 169 abitanti. È situato nella divisione di Bhopal e il suo capoluogo è Singrauli (uffici distrettuali nella vicina località di Waidhan o Baidhan).
Il distretto è stato costituito il 24 maggio 2008 separando dal distretto di Sidhi i comuni (tehsil) di Devsar, Chitrangi e Singrauli.